# تکمه بزرگ
تکمه بزرگ استخوان بازو (به انگلیسی: Greater Tubercle) بخشی برآمده از استخوان بازو است که در ناحیه جانبی سر این استخوان در کنار تکمه کوچک جای دارد.

## ساختار

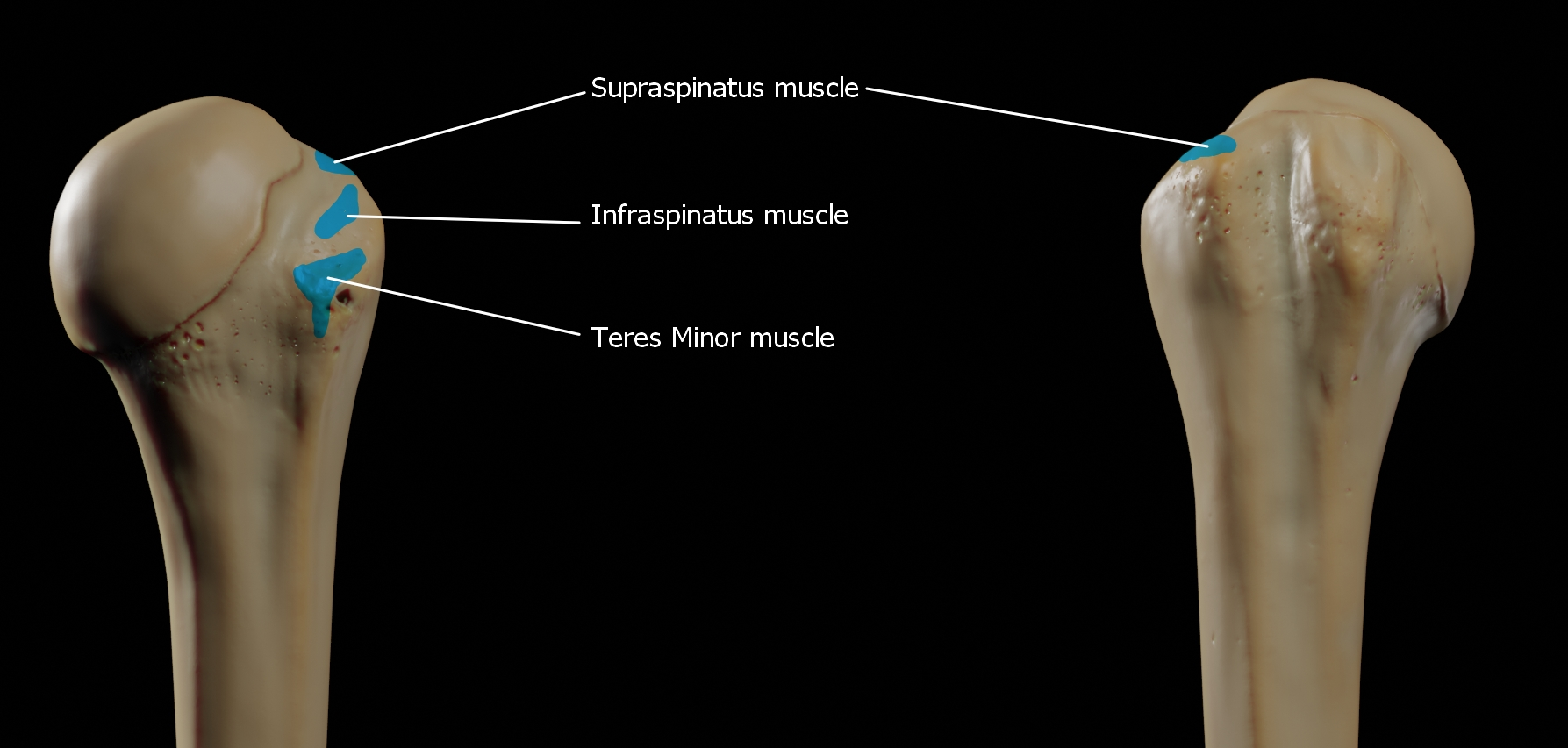
نمایی از سطوح تکمه بزرگ

سطح بالایی تکمه بزرگ دارای سه گردشدگی مسطح است:
- بالایی (رویه فوقانی) به ماهیچه بالاخاری متصل است.
- میانی (وجه میانی) به ماهیچه زیرخاری متصل است.
- پایینی (وجه تحتانی) حدود ۲٫۵ سانتی‌متر است و به ماهیچه گرد کوچک متصل است.

سطح جانبی تکمه بزرگ با سطح جانبی بدن و استخوان بازو هم‌راستا است و دارای سطح برآمده و خشن و پیوسته‌است و می‌توان آن را اینگونه توصیف کرد که دارای یک بخش جمجمه‌ای و یک بخش دمی است.
میان تکمه بزرگ و تکمه کوچک شیار دو شاخه‌ای (شیار میان تکمه‌ای) وجود دارد.

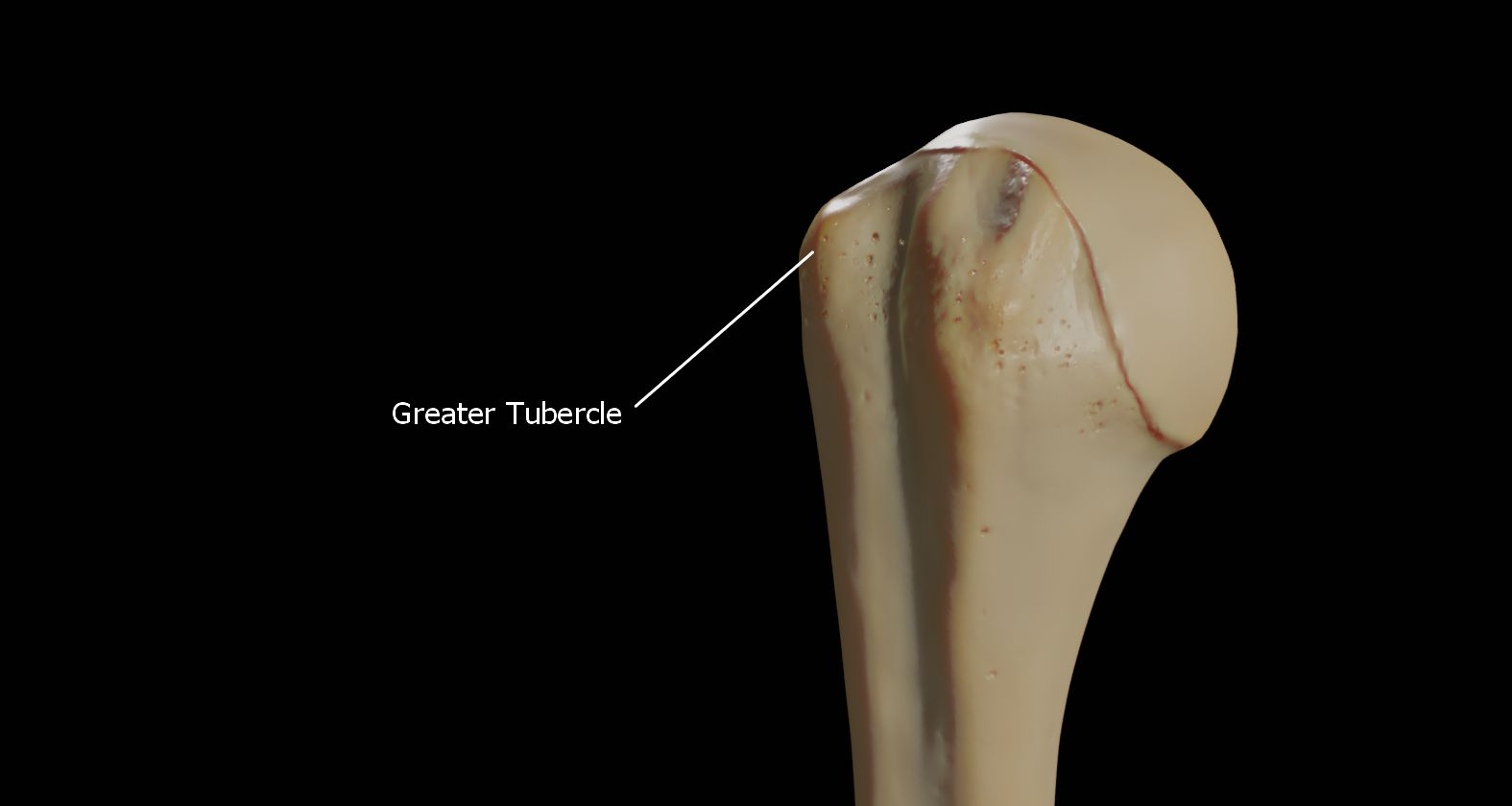
تکمه بزرگ استخوان بازو

## کارکرد
هر سه ماهیچه‌ای که به تکمه بزرگ متصل می‌شوند، بخشی از کلاهک گرداننده هستند که به عنوان گروه ماهیچه‌های تثبیت‌کننده مفصل شانه شناخته می‌شوند؛ بنابراین تکمه بزرگ به عنوان محلی برای انتقال نیروها از ماهیچه‌های کلاهک گرداننده به استخوان بازو عمل می‌کند.
ماهیچه چهارم کلاهک گرداننده ماهیچه زیرکتفی است که به تکمه بزرگ متصل نمی‌شود، بلکه در عوض به تکمه کوچک متصل می‌شود.

## اهمیت بالینی
گاهی اوقات ممکن است تکمه بزرگ دچار شکستگی شود، اما در مجموع رخدادی نادر است.
تکمه بزرگ معمولاً آسان‌ترین بخش قابل لمس استخوان بازو است. این تکمه می‌تواند یک نقطه عطف مفید سطحی در هنگام جراحی باشد.

## نگارخانه

نموداری از استخوان بازوی انسان